# Mare Australe

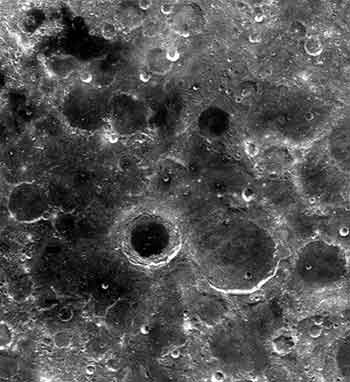
Mare Australe

Mare Australe (łac. Morze Południowe) to morze księżycowe położone zarówno po widocznej, jak również po niewidocznej stronie Księżyca, w jego południowo-wschodniej części. W przeciwieństwie do większości mórz księżycowych, Morze Południowe ma nierówną powierzchnię. Jego średnica równa jest 603 km.
Współrzędne selenograficzne: 38,9° S, 93,0° E.